# Quercus gaharuensis
Quercus gaharuensis — вид рослин з родини букових (Fagaceae), поширений у Малайзії й Індонезії.

## Опис
Дерево заввишки до 30 м, зі стовбуром до 1 м у діаметрі. Кора гладка або злегка борозниста, сірувато-коричнева, плямиста. Молоді гілочки зірчасто вовнисті, укриті сочевицями, розкиданими поздовжніми рядами. Листки від ланцетних до довгастих або еліптичних, 6–20 × 3–6 см; верхівка округла або тупо гостра; основа ослаблена, гостра або рідко округла, трохи асиметрична; край плоский, дрібно зубчастий біля верхівки; верх без волосся; низ рідко вовнистий; ніжка листка спочатку щільно-вовниста, потім ± гола, 1–3 см. Тичинкові сережки завдовжки до 3.5 см, волохаті. Жіночі суцвіття завдовжки до 1.5 см, 2–4-квіткові. Жолуді конічні, у діаметрі 2 см у довжину 2–3 см; чашечка в діаметрі 2 см,охоплює майже весь горіх; дозрівають між вереснем і лютим.

## Середовище проживання
Поширення: Індонезія (Борнео, Суматра); Малайзія (півострів Малайзія, Борнео). Росте на висотах від 40 до 1400 метрів.